# Lista de gêneros de Asteraceae

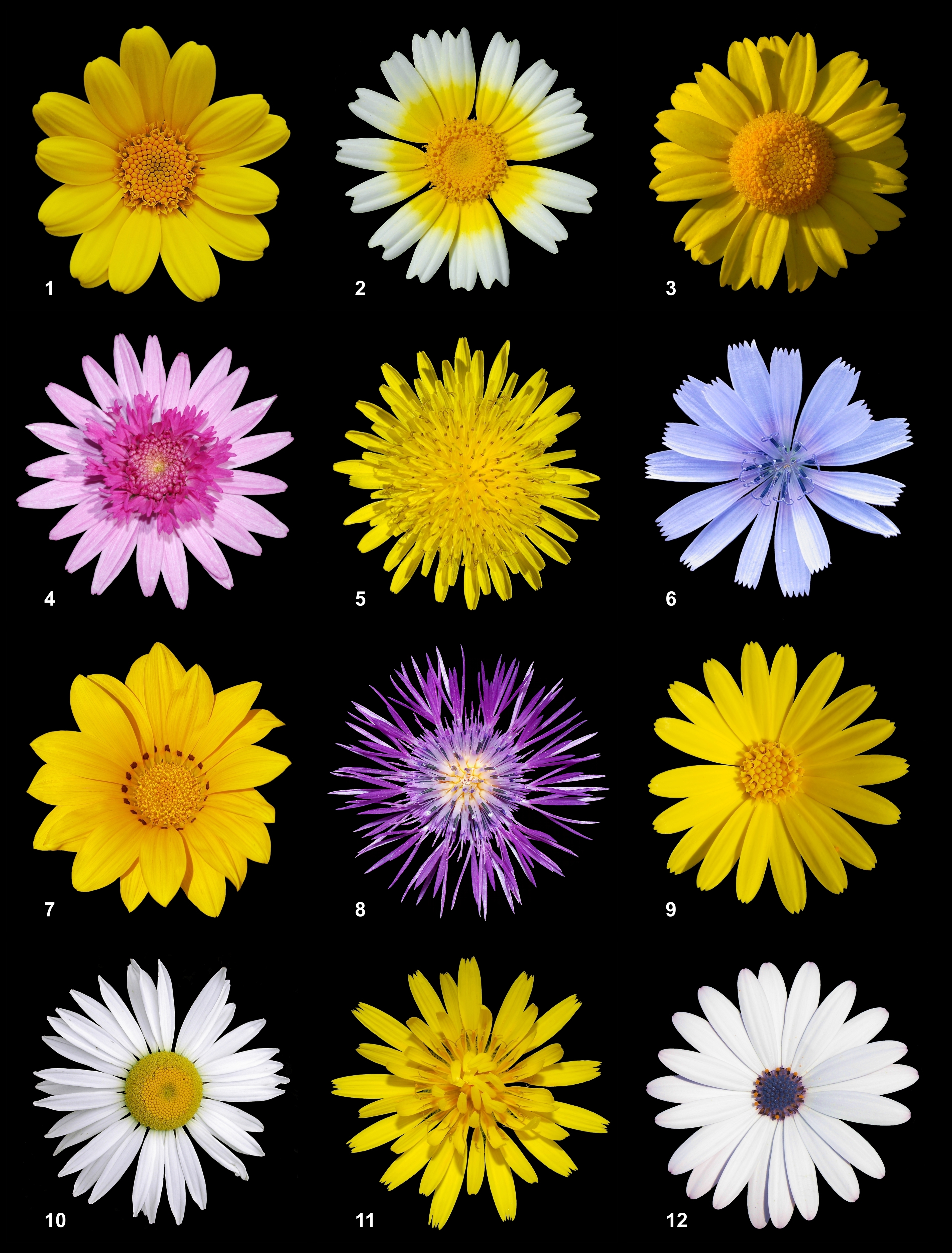
1 - Anthemis tinctoria
2 - Glebionis coronarium
3 - Coleostephus myconis
4 - Argyranthemum frutescens
5 - Serralha - Sonchus oleraceus
6 - Chicória - Cichorium intybus
7 - Gazania rigens
8 - Galactites tomentosa
9 - Calêndula-silvestre - Calendula arvensis
10 - Margarida - Leucanthemum vulgare
11 - Hieracium lachenalli
12 - Osteospermum ecklonis

Esta é uma lista de gêneros da família botânica Asteraceae, antes conhecida como Compositae. Esta lista segue a APG (1998).

## A
Aaronsohnia, Abrotanella, Acamptopappus, Acanthocephalus, Acanthocladium, Acanthodesmos, Acantholepis, Acanthospermum, Acanthostyles, Achillea, Achnophora, Achnopogon, Achyrachaena, Achyrocline, Achyropappus, Achyrothalamus, Acilepidopsis, Acilepis, Acmella, Acomis, Acourtia, Acrisione, Acritopappus, Acroptilon, Actinobole, Actinoseris, Actites, Adelostigma, Adenanthellum, Adenocaulon, Adenocritonia, Adenoglossa, Adenoon, Adenopappus, Adenophyllum, Adenostemma, Adenothamnus, Aedesia, Aegopordon, Aequatorium, Aetheolaena, Aetheorhiza, Ageratella, Ageratina, Ageratinastrum, Ageratum, Agoseris, Agrianthus, Ainsliaea, Ajania, Ajaniopsis, Alatoseta, Albertinia, Alcantara, Alciope, Aldama, Alepidocline, Alfredia, Aliella, Allagopappus, Allardia, Alloispermum, Allopterigeron, Almutaster, Alomia, Alomiella, Alvordia, Amauria, Amberboa, Amblyocarpum, Amblyolepis, Amblyopappus, Amboroa, Ambrosia, Ameghinoa, Amellus, Ammobium, Amolinia, Ampelaster, Amphiachyris, Amphiglossa, Amphipappus, Amphoricarpos, Anacantha, Anacyclus, Anaphalioides, Anaphalis, Anaxeton, Ancathia, Ancistrocarphus, Ancistrophora, Andryala, Angelphytum, Angianthus, Anisochaeta, Anisocoma, Anisopappus, Anisothrix, Antennaria, Anthemis, Antillia, Antiphiona, Antithrixia, Anura, Anvillea, Apalochlamys, Aphanactis, Aphanostephus, Aphyllocladus, Apodocephala, Apopyros, Aposeris, Apostates, Arbelaezaster, Archibaccharis, Arctanthemum, Arctium, Arctogeron, Arctotheca, Arctotis, Argyranthemum, Argyroglottis, Argyrovernonia, Argyroxiphium, Aristeguietia, Arnaldoa, Arnica, Arnicastrum, Arnoglossum, Arnoseris, Arrhenechthites, Arrojadocharis, Arrowsmithia, Artemisia, Artemisiopsis, Asaemia, Asanthus, Ascidiogyne, Aspilia, Asplundianthus, Aster (botânica), Asteridea, Asteriscus, Asteromoea, Asteropsis, Asterothamnus, Astranthium, Athanasia, Athrixia, Athroisma, Atractylis, Atractylodes, Atrichantha, Atrichoseris, Austrobrickellia, Austrocritonia, Austroeupatorium, Austrosynotis, Axiniphyllum, Ayapana, Ayapanopsis, Aylacophora, Aynia, Aztecaster.

## B
Baccharidopsis, Baccharis, Baccharoides, Badilloa, Baeriopsis, Bafutia, Bahia, Bahianthus, Baileya, Balduina, Balsamorhiza, Baltimora, Barkleyanthus, Barnadesia, Barroetea, Barrosoa, Bartlettia, Bartlettina, Basedowia, Bebbia, Bedfordia, Bejaranoa, Bellida, Bellis, Bellium, Belloa, Berardia, Berkheya, Berlandiera, Berroa, Berylsimpsonia, Bidens, Bigelowia, Bishopalea, Bishopanthus, Bishopiella, Bishovia, Blainvillea, Blakeanthus, Blakiella, Blanchetia, Blennosperma, Blennospora, Blepharipappus, Blepharispermum, Blepharizonia, Blumea, Blumeopsis, Boeberastrum, Boeberoides, Bolanosa, Bolocephalus, Boltonia, Bombycilaena, Borkonstia, Borrichia, Bothriocline, Brachanthemum, Brachionostylum, Brachyactis, Brachyclados, Brachyglottis, Brachylaena, Brachyscome, Brachythrix, Bracteantha, Brickellia, Brickelliastrum, Bryomorphe, Buphthalmum, Burkartia.

## C
Cabreriella, Cacalia, Cacaliopsis, Cacosmia, Cadiscus, Caesulia, Calea, Calendula, Callicephalus, Callilepis, Callistephus, Calocephalus, Calomeria, Calostephane, Calotesta, Calotis, Calycadenia, Calycoseris, Calyptocarpus, Camchaya, Campovassouria, Camptacra, Campuloclinium, Canadanthus, Cancrinia, Cancriniella, Cardopatium, Carduncellus, Carduus, Carlina, Carminatia, Carpesium, Carphephorus, Carphochaete, Carramboa, Carterothamnus, Carthamus, Cassinia, Castanedia, Castrilanthemum, Catamixis, Catananche, Catatia, Cavalcantia, Cavea, Celmisia, Centaurea, Centaurodendron, Centauropsis, Centaurothamnus, Centipeda, Centratherum, Cephalipterum, Cephalopappus, Cephalorrhynchus, Cephalosorus, Ceratogyne, Ceruana, Chacoa, Chaenactis, Chaetadelpha, Chaetanthera, Chaetopappa, Chaetoseris, Chamaechaenactis, Chamaegeron, Chamaemelum, Chamaepus, Chaptalia, Chardinia, Cheirolophus, Chersodoma, Chevreulia, Chiliadenus, Chiliocephalum, Chiliophyllum, Chiliotrichiopsis, Chiliotrichum, Chimantaea, Chionolaena, Chionopappus, Chlamydophora, Chloracantha, Chondrilla, Chondropyxis, Chresta, Chromolaena, Chromolepis, Chronopappus, Chrysactinia, Chrysactinium, Chrysanthellum, Chrysanthemoides, Chrysanthemum, Chrysanthoglossum, Chrysocephalum, Chrysocoma, Chrysogonum, Chrysolaena, Chrysoma, Chrysophthalmum, Chrysopsis, Chrysothamnus, Chthonocephalus, Chucoa, Chuquiraga, Cicerbita, Ciceronia, Cichorium, Cineraria, Cirsium, Cissampelopsis, Cladanthus, Cladochaeta, Clappia, Clibadium, Cnicothamnus, Cnicus, Coespeletia, Coleocoma, Coleostephus, Colobanthera, Columbiadoria, Comaclinium, Comborhiza, Commidendrum, Complaya, Condylidium, Condylopodium, Conocliniopsis, Conoclinium, Conyza, Coreocarpus, Coreopsis, Corethamnium, Correllia, Corymbium, Cosmos, Cotula, Coulterella, Cousinia, Cousiniopsis, Craspedia, Crassocephalum, Cratystylis, Cremanthodium, Crepidiastrum, Crepis, Critonia, Critoniadelphus, Critoniella, Critoniopsis, Crocidium, Cronquistia, Cronquistianthus, Croptilon, Crossostephium, Crossothamnus, Crupina, Cuatrecasanthus, Cuatrecasasiella, Cuchumatanea, Cullumia, Cuspidia, Cyanthillium, Cyathocline, Cyathomone, Cyclolepis, Cylindrocline, Cymbolaena, Cymbonotus, Cymbopappus, Cynara, Cyrtocymura.

## D
Dacryotrichia, Dahlia, Damnamenia, Damnxanthodium, Dasycondylus, Dasyphyllum, Daveaua, Decachaeta, Decastylocarpus, Decazesia, Delairea, Delamerea, Delilia, Dendranthema, Dendrocacalia, Dendrophorbium, Dendrosenecio, Dendroseris, Denekia, Desmanthodium, Dewildemania, Diacranthera, Dianthoseris, Diaphractanthus, Diaspananthus, Dicercoclados, Dichaetophora, Dichrocephala, Dichromochlamys, Dicoma, Dicoria, Dicranocarpus, Didelta, Dielitzia, Digitacalia, Dimeresia, Dimerostemma, Dimorphocoma, Dimorphotheca, Dinoseris, Diodontium, Diplazoptilon, Diplostephium, Dipterocome, Dipterocypsela, Disparago, Dissothrix, Distephanus, Disynaphia, Dithyrostegia, Dittrichia, Doellingeria, Dolichoglottis, Dolichorrhiza, Dolichothrix, Dolomiaea, Doniophyton, Dorobaea, Doronicum, Dracopis, Dresslerothamnus, Dubautia, Dubyaea, Dugesia, Duhaldea, Duidaea, Duseniella, Dymondia, Dyscritogyne, Dyscritothamnus, Dysodiopsis, Dyssodia.

## E
Eastwoodia, Eatonella, Echinacea, Echinocoryne, Echinops, Eclipta, Edmondia, Egletes, Eirmocephala, Eitenia, Ekmania, Elachanthus, Elaphandra, Elephantopus, Eleutheranthera, Ellenbergia, Elytropappus, Embergeria, Emilia, Emiliella, Encelia, Enceliopsis, Endocellion, Endopappus, Engelmannia, Engleria, Enydra, Epaltes, Epilasia, Episcothamnus, Epitriche, Erato, Erechtites, Eremanthus, Eremosis, Eremothamnus, Eriachaenium, Ericameria, Ericentrodea, Erigeron, Eriocephalus, Eriochlamys, Eriophyllum, Eriothrix, Erlangea, Erodiophyllum, Erymophyllum, Eryngiophyllum, Erythradenia, Erythrocephalum, Espejoa, Espeletia, Espeletiopsis, Ethulia, Eucephalus, Euchiton, Eumorphia, Eupatoriastrum, Eupatorina, Eupatoriopsis, Eupatorium, Euphrosyne, Eurybiopsis, Eurydochus, Euryops, Eutetras, Euthamia, Evacidium, Ewartia, Ewartiothamnus, Exomiocarpon

## F
Facelis, Farfugium, Faujasia, Faxonia, Feddea, Feldstonia, Felicia, Femeniasia, Fenixia, Ferreyranthus, Ferreyrella, Filago, Filifolium, Fitchia, Fitzwillia, Flaveria, Fleischmannia, Fleischmanniopsis, Florestina, Floscaldasia, Flosmutisia, Flourensia, Flyriella, Formania, Foveolina, Freya, Fulcaldea

## G
Gaillardia, Galactites, Galeana, Galeomma, Galinsoga, Gamochaeta, Gamochaetopsis, Garberia, Garcibarrigoa, Garcilassa, Gardnerina, Garhadiolus, Garuleum, Gazania, Geigeria, Geissolepis, Geraea, Gerbera, Geropogon, Gibbaria, Gilberta, Gilruthia, Gladiopappus, Glaziovianthus, Glossarion, Glossocardia, Glossopappus, Glyptopleura, Gnaphaliothamnus, Gnaphalium, Gnephosis, Gochnatia, Goldmanella, Gongrostylus, Gongylolepis, Goniocaulon, Gonospermum, Gorceixia, Gorteria, Gossweilera, Goyazianthus, Grangea, Grangeopsis, Graphistylis, Gratwickia, Grauanthus, Grazielia, Greenmaniella, Grindelia, Grisebachianthus, Grosvenoria, Guardiola, Guayania, Guevaria, Guizotia, Gundelia, Gundlachia, Gutierrezia, Gymnanthemum, Gymnarrhena, Gymnocondylus, Gymnocoronis, Gymnodiscus, Gymnolaena, Gymnopentzia, Gymnosperma, Gymnostephium, Gynoxys, Gynura, Gypothamnium, Gyptidium, Gyptis, Gyrodoma.

## H
Haastia, Haeckeria, Haegiela, Handelia, Haplocarpha, Haploesthes, Haplopappus, Haplostephium, Harleya, Harnackia, Hartwrightia, Hasteola, Hatschbachiella, Hazardia, Hebeclinium, Hecastocleis, Hedypnois, Helenium, Helianthella, Helianthus, Helichrysopsis, Helichrysum, Heliocauta, Heliomeris, Heliopsis, Helipterum, Helminthotheca, Helogyne, Hemisteptia, Hemizonia, Henricksonia, Heptanthus, Herderia, Herodotia, Herrickia, Hesperevax, Hesperodoria, Hesperomannia, Heteracia, Heteranthemis, Heterocoma, Heterocondylus, Heterocypsela, Heteroderis, Heterolepis, Heteromera, Heteromma, Heteropappus, Heteroplexis, Heterorhachis, Heterosperma, Heterothalamus, Heterotheca, Hidalgoa, Hieracium, Hilliardia, Hinterhubera, Hippia, Hippolytia, Hirpicium, Hispidella, Hochstetteria, Hoehnephytum, Hoffmanniella, Hofmeisteria, Holocarpha, Holocheilus, Hololeion, Hololepis, Holozonia, Homognaphalium, Homogyne, Hoplophyllum, Huarpea, Hubertia, Hughesia, Hulsea, Humeocline, Hyalis, Hyalochaete, Hyalochlamys, Hyaloseris, Hyalosperma, Hybridella, Hydroidea, Hydropectis, Hymenocephalus, Hymenoclea, Hymenolepis, Hymenonema, Hymenopappus, Hymenostemma, Hymenothrix, Hymenoxys, Hyoseris, Hypacanthium, Hypericophyllum, Hypochaeris, Hysterionica, Hystrichophora.

## I
Ichthyothere, Idiothamnus, Ifloga, Ighermia, Iltisia, Imeria, Inezia, Inula, Inulanthera, Inulopsis, Iocenes, Iodocephalus, Iogeton, Ionactis, Iostephane, Iotasperma, Iphiona, Iphionopsis, Iranecio, Irwinia, Ischnea, Ismelia, Isocarpha, Isocoma, Isoetopsis, Isostigma, Iva, Ixeridium, Ixeris, Ixiochlamys, Ixiolaena, Ixodia

## J
Jacmaia, Jaegeria, Jalcophila, Jaliscoa, Jamesianthus, Jaramilloa, Jasonia, Jaumea, Jefea, Jeffreya, Jessea, Joseanthus, Jungia, Jurinea, Jurinella

## K
Kalimeris, Karelinia, Karvandarina, Kaschgaria, Kaunia, Keysseria, Kinghamia, Kingianthus, Kippistia, Kirkianella, Kleinia, Koanophyllon, Koehneola, Koelpinia, Krigia, Kyrsteniopsis

## L
Lachanodes, Lachnophyllum, Lachnorhiza, Lachnospermum, Lactacella, Lactuca, Lactucella, Lactucosonchus, Laennecia, Laestadia, Lagascea, Lagedium, Lagenithrix, Lagenophora, Laggera, Lagophylla, Lamprachaenium, Lamprocephalus, Lamyropappus, Lamyropsis, Langebergia, Lantanopsis, Lapsana, Lapsanastrum, Lasianthaea, Lasiocephalus, Lasiolaena, Lasiopogon, Lasiospermum, Lasthenia, Launaea, Lawrencella, Layia, Lecocarpus, Leibnitzia, Leiboldia, Lembertia, Lemoorea, Leontodon, Leontopodium, Lepidaploa, Lepidesmia, Lepidolopha, Lepidolopsis, Lepidonia, Lepidophorum, Lepidophyllum, Lepidospartum, Lepidostephium, Leptinella, Leptocarpha, Leptoclinium, Leptorhynchos, Leptostelma, Lescaillea, Lessingia, Lessingianthus, Leucactinia, Leucanthemella, Leucanthemopsis, Leucanthemum, Leucheria, Leucoblepharis, Leucocyclus, Leucogenes, Leucomeris, Leucophyta, Leucoptera, Leunisia, Leuzea, Leysera, Liabellum, Liabum, Liatris, Libanothamnus, Lidbeckia, Lifago, Ligularia, Limbarda, Lindheimera, Lipochaeta, Litogyne, Litothamnus, Litrisa, Llerasia, Logfia, Lomatozona, Lonas, Lopholaena, Lophopappus, Lordhowea, Lorentzianthus, Loricaria, Lourteigia, Loxothysanus, Lucilia, Luciliocline, Lugoa, Luina, Lulia, Lundellianthus, Lycapsus, Lychnophora, Lycoseris, Lygodesmia.

## M
Machaeranthera, Macowania, Macrachaenium, Macraea, Macroclinidium, Macropodina, Macvaughiella, Madagaster, Madia, Mairia, Malacothrix, Mallotopus, Malmeanthus, Malperia, Mantisalca, Marasmodes, Marshallia, Marshalljohnstonia, Marticorenia, Matricaria, Mattfeldanthus, Mattfeldia, Matudina, Mauranthemum, Mausolea, Mecomischus, Megalodonta, Melampodium, Melanodendron, Melanthera, Merrittia, Metalasia, Metastevia, Mexerion, Mexianthus, Micractis, Microcephala, Microglossa, Microgynella, Microliabum, Micropsis, Micropus, Microseris, Microspermum, Mikania, Mikaniopsis, Milleria, Millotia, Minuria, Miricacalia, Miyamayomena, Mniodes, Monactis, Monarrhenus, Monogereion, Monolopia, Monoptilon, Montanoa, Monticalia, Moonia, Moquinia, Morithamnus, Moscharia, Msuata, Mulgedium, Munnozia, Munzothamnus, Muschleria, Mutisia, Mycelis, Myopordon, Myriactis, Myriocephalus, Myripnois, Myxopappus.

## N
Nabalus, Nananthea, Nannoglottis, Nanothamnus, Nardophyllum, Narvalina, Nassauvia, Nauplius, Neblinaea, Neja, Nelsonianthus, Nemosenecio, Neocabreria, Neocuatrecasia, Neohintonia, Neojeffreya, Neomirandea, Neomolina, Neopallasia, Neotysonia, Nesomia, Nestlera, Neurolaena, Neurolakis, Nicolasia, Nicolletia, Nidorella, Nikitinia, Nipponanthemum, Nivellea, Nolletia, Nothobaccharis, Nothocalais, Noticastrum, Notobasis, Notoseris, Nouelia, Novenia

## O
Oaxacania, Oblivia, Ochrocephala, Oclemena, Odixia, Odontocline, Oedera, Oiospermum, Oldenburgia, Olearia, Olgaea, Oligactis, Oliganthes, Oligocarpus, Oligochaeta, Oligoneuron, Oligothrix, Olivaea, Omalotheca, Omphalopappus, Oncosiphon, Ondetia, Onopordum, Onoseris, Oonopsis, Oparanthus, Ophryosporus, Opisthopappus, Oreochrysum, Oreoleysera, Oreostemma, Oritrophium, Orochaenactis, Osbertia, Osmadenia, Osmiopsis, Osmitopsis, Osteospermum, Otanthus, Oteiza, Othonna, Otopappus, Otospermum, Outreya, Oxycarpha, Oxylaena, Oxylobus, Oxypappus, Oxyphyllum, Oyedaea, Ozothamnus.

## P
Pachylaena, Pachystegia, Pachythamnus, Pacifigeron, Packera, Pacourina, Palafoxia, Paleaepappus, Pamphalea, Pappobolus, Pappochroma, Paracalia, Parachionolaena, Paragynoxys, Paralychnophora, Paranephelius, Parantennaria, Parapiqueria, Paraprenanthes, Parasenecio, Parastrephia, Parthenice, Parthenium, Pasaccardoa, Pechuel-Loeschea, Pectis, Pegolettia, Pelucha, Pentacalia, Pentachaeta, Pentanema, Pentatrichia, Pentzia, Perdicium, Perezia, Pericallis, Pericome, Peripleura, Perityle, Perralderia, Pertya, Perymeniopsis, Perymenium, Petalacte, Petasites, Peteravenia, Petradoria, Petrobium, Peucephyllum, Phacellothrix, Phaenocoma, Phaeostigma, Phagnalon, Phalacrachena, Phalacraea, Phalacrocarpum, Phalacroseris, Phaneroglossa, Phanerostylis, Phania, Philactis, Philoglossa, Philyrophyllum, Phoebanthus, Phyllocephalum, Phymaspermum, Picnomon, Picradeniopsis, Picris, Picrosia, Picrothamnus, Pilosella, Pilostemon, Pinaropappus, Pingraea, Pinillosia, Piora, Pippenalia, Piptocarpha, Piptocoma, Piptolepis, Piptothrix, Piqueria, Piqueriella, Piqueriopsis, Pithecoseris, Pithocarpa, Pittocaulon, Pityopsis, Pladaroxylon, Plagiobasis, Plagiocheilus, Plagiolophus, Plagius, Planaltoa, Planea, Plateilema, Platycarpha, Platypodanthera, Platyschkuhria, Plazia, Plecostachys, Plectocephalus, Pleiotaxis, Pleocarphus, Pleurocarpaea, Pleurocoronis, Pleurophyllum, Pluchea, Podachaenium, Podanthus, Podocoma, Podolepis, Podotheca, Poecilolepis, Pogonolepis, Pojarkovia, Pollalesta, Polyachyrus, Polyanthina, Polyarrhena, Polycalymma, Polychrysum, Polymnia, Polytaxis, Porophyllum, Porphyrostemma, Praxeliopsis, Praxelis, Prenanthella, Prenanthes, Printzia, Prionopsis, Prolobus, Prolongoa, Proteopsis, Proustia, Psacaliopsis, Psacalium, Psathyrotes, Psathyrotopsis, Psednotrichia, Pseudelephantopus, Pseudobahia, Pseudoblepharisper, Pseudobrickellia, Pseudocadiscus, Pseudoclappia, Pseudoconyza, Pseudognaphalium, Pseudogynoxys, Pseudohandelia, Pseudojacobaea, Pseudokyrsteniopsis, Pseudoligandra, Pseudonoseris, Pseudostifftia, Psiadia, Psiadiella, Psilactis, Psilocarphus, Psilostrophe, Psychrogeton, Psychrophyton, Pterachaenia, Pterocaulon, Pterocypsela, Pteronia, Pterothrix, Pterygopappus, Ptilostemon, Pulicaria, Pycnocephalum, Pyrrhopappus, Pyrrocoma, Pytinicarpa.

## Q
Quelchia, Quinetia, Quinqueremulus

## R
Radlkoferotoma, Rafinesquia, Raillardella, Raillardiopsis, Rainiera, Raoulia, Raouliopsis, Rastrophyllum, Ratibida, Raulinoreitzia, Rayjacksonia, Reichardia, Relhania, Remya, Rennera, Rensonia, Revealia, Rhagadiolus, Rhamphogyne, Rhanteriopsis, Rhanterium, Rhetinolepis, Rhodanthe, Rhodanthemum, Rhynchopsidium, Rhynchospermum, Rhysolepis, Richteria, Riencourtia, Rigiopappus, Robinsonecio, Robinsonia, Rochonia, Rojasianthe, Rolandra, Roldana, Rosenia, Rothmaleria, Rudbeckia, Rugelia, Ruilopezia, Rumfordia, Russowia, Rutidosis.

## S
Sabazia, Sachsia, Salmea, Santolina, Santosia, Sanvitalia, Sarcanthemum, Sartorina, Sartwellia, Saussurea, Scalesia, Scariola, Scherya, Schischkinia, Schistocarpha, Schistostephium, Schizogyne, Schizoptera, Schizotrichia, Schkuhria, Schlechtendalia, Schmalhausenia, Schoenia, Sciadocephala, Sclerocarpus, Sclerolepis, Sclerorhachis, Sclerostephane, Scolymus, Scorzonera, Scrobicaria, Selloa, Senecio, Sericocarpus, Seriphidium, Serratula, Shafera, Sheareria, Shinnersia, Shinnersoseris, Siapaea, Siebera, Sigesbeckia, Siloxerus, Silphium, Silybum, Simsia, Sinacalia, Sinclairia, Sinoleontopodium, Sinosenecio, Sipolisia, Smallanthus, Soaresia, Solanecio, Solenogyne, Solidago, Soliva, Sommerfeltia, Sonchus, Sondottia, Soroseris, Spaniopappus, Sparganophorus, Sphaeranthus, Sphaereupatorium, Sphaeromeria, Sphagneticola, Spilanthes, Spiracantha, Spiroseris, Squamopappus, Stachycephalum, Staehelina, Standleyanthus, Staurochlamys, Stebbinsoseris, Steiractinia, Steirodiscus, Stemmacantha, Stenachaenium, Stenocephalum, Stenocline, Stenopadus, Stenophalium, Stenops, Stenoseris, Stenotus, Stephanochilus, Stephanodoria, Stephanomeria, Steptorhamphus, Stevia, Steviopsis, Steyermarkina, Stifftia, Stilpnogyne, Stilpnolepis, Stilpnopappus, Stoebe, Stokesia, Stomatanthes, Stomatochaeta, Stramentopappus, Streptoglossa, Strotheria, Stuartina, Stuckertiella, Stuessya, Stylocline, Stylotrichium, Sventenia, Symphyllocarpus, Symphyopappus, Symphyotrichum, Syncalathium, Syncarpha, Syncephalum, Syncretocarpus, Synedrella, Synedrellopsis, Syneilesis, Synotis, Syntrichopappus, Synurus, Syreitschikovia

## T
Taeckholmia, Tagetes, Takeikadzuchia, Takhtajaniantha, Talamancalia, Tamananthus, Tamania, Tamaulipa, Tanacetopsis, Tanacetum, Taplinia, Taraxacum, Tarchonanthus, Tehuana, Teixeiranthus, Telanthophora, Telekia, Telmatophila, Tenrhynea, Tephroseris, Tessaria, Tetrachyron, Tetradymia, Tetragonotheca, Tetramolopium, Tetraneuris, Tetranthus, Tetraperone, Thaminophyllum, Thamnoseris, Thelesperma, Thespidium, Thespis, Thevenotia, Thiseltonia, Thurovia, Thymophylla, Thymopsis, Tiarocarpus, Tietkensia, Tithonia, Tolbonia, Tolpis, Tomentaurum, Tonestus, Tourneuxia, Townsendia, Tracyina, Tragopogon, Traversia, Trichanthemis, Trichanthodium, Trichocline, Trichocoronis, Trichocoryne, Trichogonia, Trichogoniopsis, Trichogyne, Tricholepis, Trichoptilium, Trichospira, Tridactylina, Tridax, Trigonospermum, Trilisa, Trimorpha, Trioncinia, Tripleurospermum, Triplocephalum, Tripteris, Triptilion, Triptilodiscus, Trixis, Troglophyton, Tuberostylis, Tugarinovia, Turaniphytum, Tussilago, Tuxtla, Tyleropappus, Tyrimnus.

## U
Uechtritzia, Ugamia, Uleophytum, Unxia, Urbananthus, Urbinella, Urmenetea, Urolepis, Uropappus, Urospermum, Ursinia.

## V
Vanclevea, Varilla, Varthemia, Vellereophyton, Venegasia, Verbesina, Vernonia, Vernoniopsis, Viereckia, Vieraea, Vigethia, Viguiera, Villanova, Vilobia, Vittadinia, Vittetia, Volutaria

## W
Waitzia, Wamalchitamia, Warionia, Wedelia, Welwitschiella, Wendelboa, Werneria, Westoniella, Whitneya, Wilkesia, Willemetia, Wollastonia, Wulffia, Wunderlichia, Wyethia,

## X
Xanthisma, Xanthium, Xanthocephalum, Xanthopappus, Xeranthemum, Xerolekia, Xylanthemum, Xylorhiza, Xylothamia,

## Y
Yermo, Youngia

## Z
Zaluzania, Zandera, Zexmenia, Zinnia, Zoegea, Zyrphelis, Zyzyxia.